# Kanton Juvigny-le-Tertre
Kanton Juvigny-le-Tertre (francouzsky Canton de Juvigny-le-Tertre) byl francouzský kanton v departementu Manche v regionu Dolní Normandie. Tvořilo ho devět obcí. Zrušen byl po reformě kantonů 2014.

## Obce kantonu
- La Bazoge
- Bellefontaine
- Chasseguey
- Chérencé-le-Roussel
- Juvigny-le-Tertre
- Le Mesnil-Adelée
- Le Mesnil-Rainfray
- Le Mesnil-Tôve
- Reffuveille